# Chlorek kobaltu(II)
Chlorek kobaltu(II), CoCl
2 – nieorganiczny związek chemiczny z grupy chlorków, sól kwasu solnego i kobaltu na II stopniu utlenienia.

## Właściwości
Bezwodny chlorek kobaltu jest higroskopijny. Mechanizm wchłaniania wilgoci przez ten związek polega na tworzeniu przez niego hydratów. W zależności od liczby cząsteczek wody w komórce elementarnej, hydraty chlorku kobaltu mają różną barwę:
- bezwodny CoCl
2 – niebieski
- CoCl
2·2H
2O – różowy
- CoCl
2·6H
2O – intensywnie czerwony

W roztworze z kwasem chlorowodorowym sześciowodny chlorek kobaltu tworzy niebieski związek kompleksowy:
[Co(H
2O)
6]2+
 + 4Cl−
 ⇌ [CoCl
4]2-
 + 6H
2O

## Zastosowanie
Ze względu na przybieranie różnych barw w obecności wody, chlorek kobaltu wykorzystywany jest do badania obecności wody w rozpuszczalnikach organicznych oraz produktach przetwórstwa ropy naftowej najczęściej za pomocą tzw. papierków kobaltawych, czyli bibuły nasączonej niewodnym roztworem CoCl
2 i wysuszonej. Chlorek kobaltu dodaje się do silikażelu stosowanego do pozbywania się wilgoci z aparatury chemicznej (np. eksykatorów). Gdy granulki silikażelu nasączone chlorkiem kobaltu są niebieskie oznacza to, że jest on suchy. Gdy zmieni barwę na różową należy go osuszyć lub wymienić.
Chlorek kobaltu jest też stosowany jako absorbent amoniaku i dodatek do nawozów i pasz.
W chemii analitycznej używany jest do badania obecności jonów potasu:
Co2+
 + 3K+
 + 7NO−
 + 2H+
 → K
3[Co(NO
2)
6]↓ + H
2O + NO
Znajduje również zastosowanie jako atrament sympatyczny oraz pigment przy wyrobie szkła.